# 1266년

## 연호
- 남송(南宋) 함순(咸淳) 2년
- 몽골 지원(至元) 3년
- 일본(日本) 분에이(文永) 3년
- 쩐 왕조(陳朝) 티에우롱(紹隆) 9년

## 기년
- 남송(南宋) 도종(度宗) 2년
- 고려(高麗) 원종(元宗) 7년
- 몽골 쿠빌라이 칸 7년
- 쩐 왕조(陳朝) 성종(聖宗) 9년